# Riquewihr
Riquewihr – miejscowość i gmina we Francji, w regionie Grand Est, w departamencie Górny Ren.
Według danych na rok 2009 gminę zamieszkiwało 1232 osób (72,3 os./km²).